# Potamot des Alpes
Potamogeton alpinus
Espèce
Statut de conservation UICN

LC : Préoccupation mineure
Le Potamot des Alpes ou Potamot alpin (Potamogeton alpinus) est une espèce de plante vivace du genre Potamogeton et de la famille des Potamogetonaceae.

## Description

### Appareil végétatif
La plante est glabre, à tiges simples, cylindriques. Les feuilles submergées sont de la forme d'une lance, sessiles, persistantes à la floraison. Les feuilles flottantes sont également lancéolées, insensiblement atténuées en pétiole, devenant rougeâtres. Les pédoncules sont non renflés, de la grosseur de la tige.

### Appareil reproducteur
L'épi fructifère est long de 2 à 4 cm, cylindrique, compact. Les carpelles mesurent 3 mm sur 2 mm, devenant rougeâtres, comprimés, à carène aiguë et à bec comprimé bien distinct.

## Caractéristiques

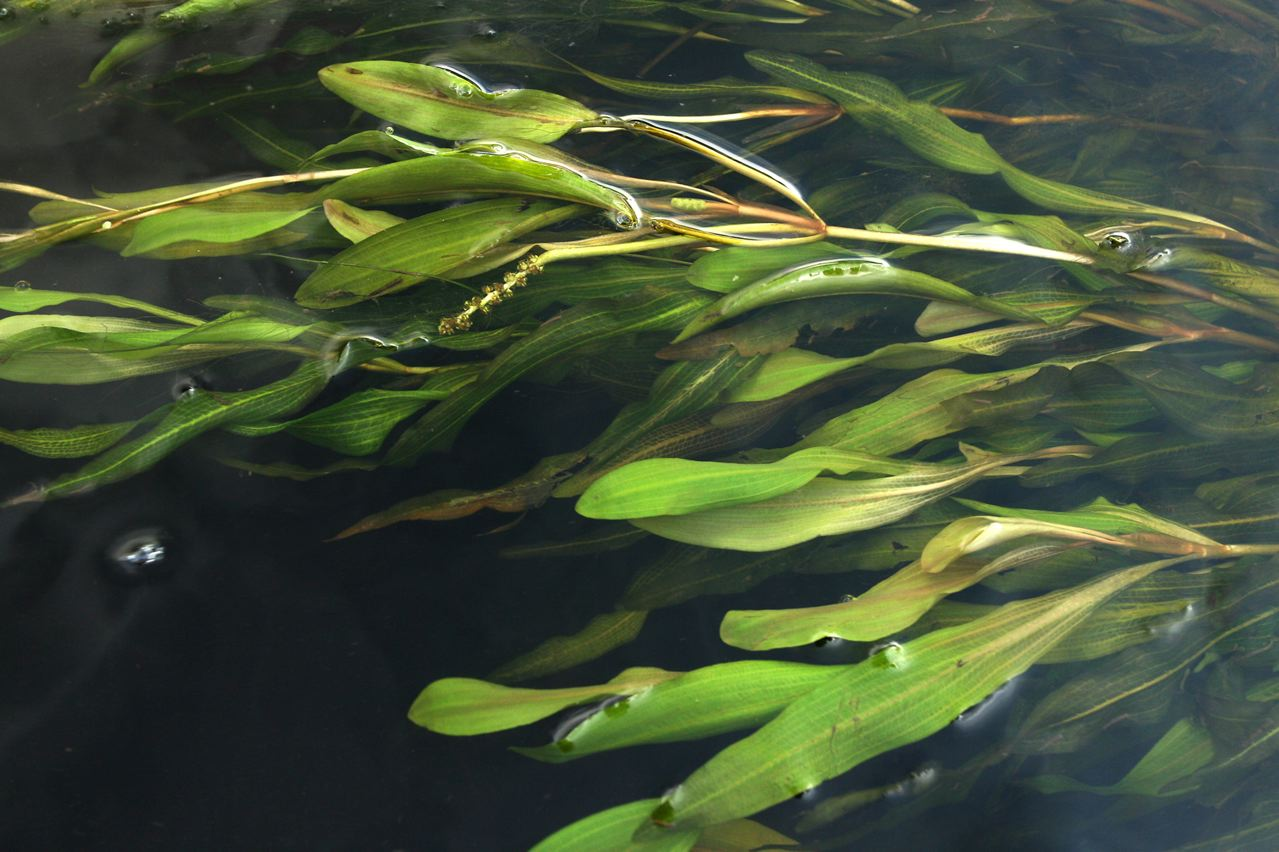
feuilles

La floraison a lieu de juin à août.

## Répartition
L'espèce, malgré son nom, n'est pas spécifique au massif des Alpes, mais est commune à l'ensemble de l'hémisphère nord, dans la région circumboréale.

## Habitat
Le potamot des Alpes pousse dans les milieux humides voire inondés : bords de rivières, eaux stagnantes, marais. On le trouve jusqu'à une altitude de 2 250 mètres.

## Synonymes
- Buccaferrea rufescens (Schrad.) Bubani, 1902
- Potamogeton alpinus var. lacustris T.Marsson, 1869
- Potamogeton alpinus var. obscurus (DC.) Baguet, 1876
- Potamogeton alpinus var. spathulatus T.Marsson, 1869
- Potamogeton caspargi Kohts, 1870
- Potamogeton x lanceolatus subsp. rivularis (Gillot) Magnin, 1897
- Potamogeton microstachys Wolfg., 1827
- Potamogeton nigrescens Fr., 1842
- Potamogeton obrutus Alf.Wood, 1845
- Potamogeton obscurus DC., 1815
- Potamogeton obtusus Ducros ex Gaudin, 1828
- Potamogeton purpurascens Seidl, 1819
- Potamogeton rigidus Wolfg., 1827
- Potamogeton rufescens subsp. rigidus (Wolfg.) K.Richt., 1890
- Potamogeton rufescens subsp. rivularis (Gillot) K.Richt., 1890
- Potamogeton rufescens var. alpinus Mert. & W.D.J.Koch, 1814
- Potamogeton rufescens var. angustifolius Fieber, 1838
- Potamogeton rufescens var. palustris Mert. & W.D.J.Koch, 1814
- Potamogeton rufescens var. rivularis Mert. & W.D.J.Koch, 1814
- Potamogeton rufescens var. spathulatus (T.Marsson) Rouy, 1912
- Potamogeton rufescens Schrad., 1815
- Potamogeton semipellucidus W.D.J.Koch & Ziz, 1814
- Potamogeton stylatus Hagstr., 1916
- Potamogeton thomasii A.Benn., 1892[4]